# Henri Sauvard
Henri Sauvard est un artiste peintre paysagiste français né à Fontainebleau le 25 novembre 1880, actif à Moret-sur-Loing, mort à Noiseau le 23 mars 1973.

## Biographie

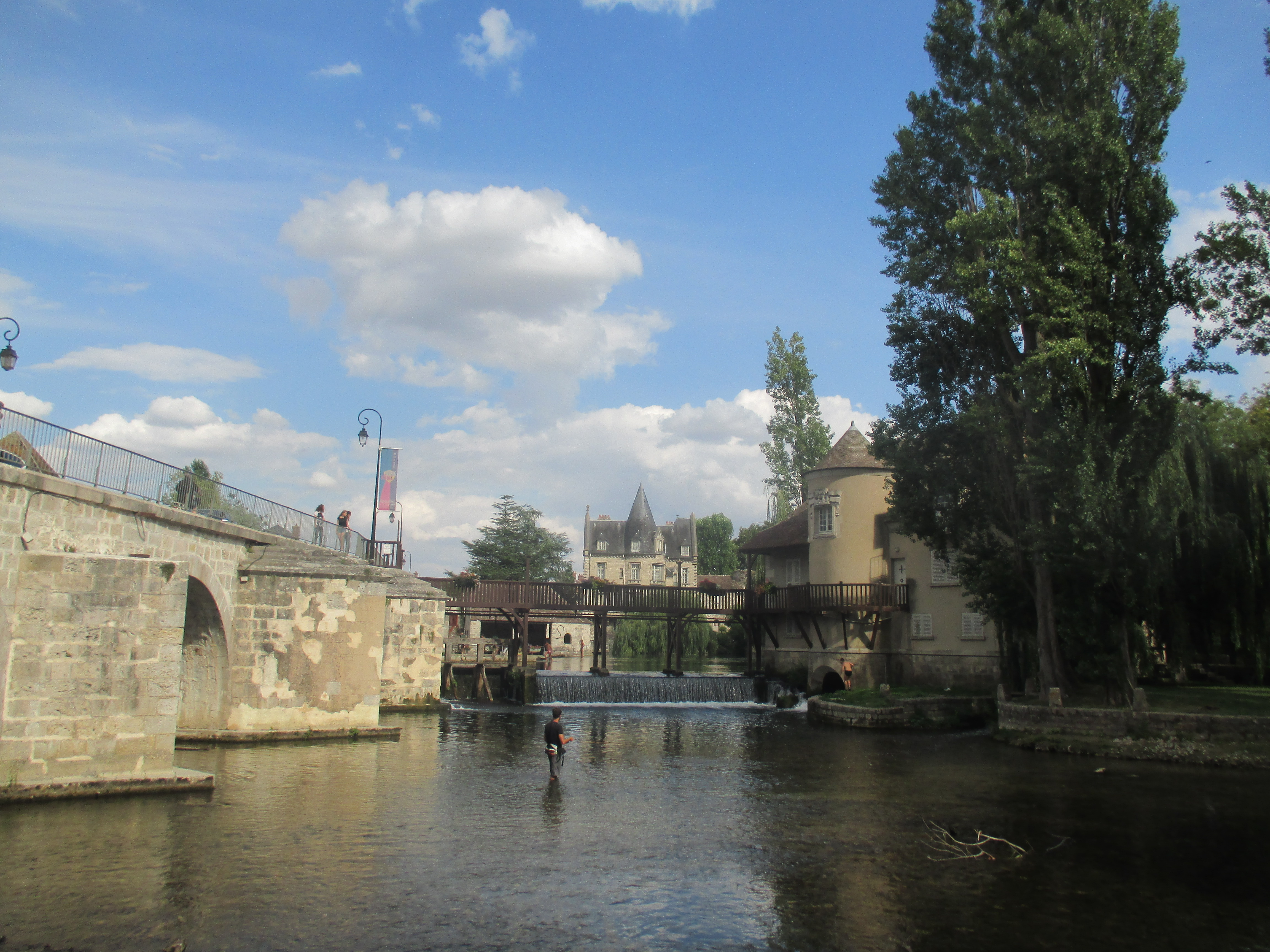
Moret-sur-Loing

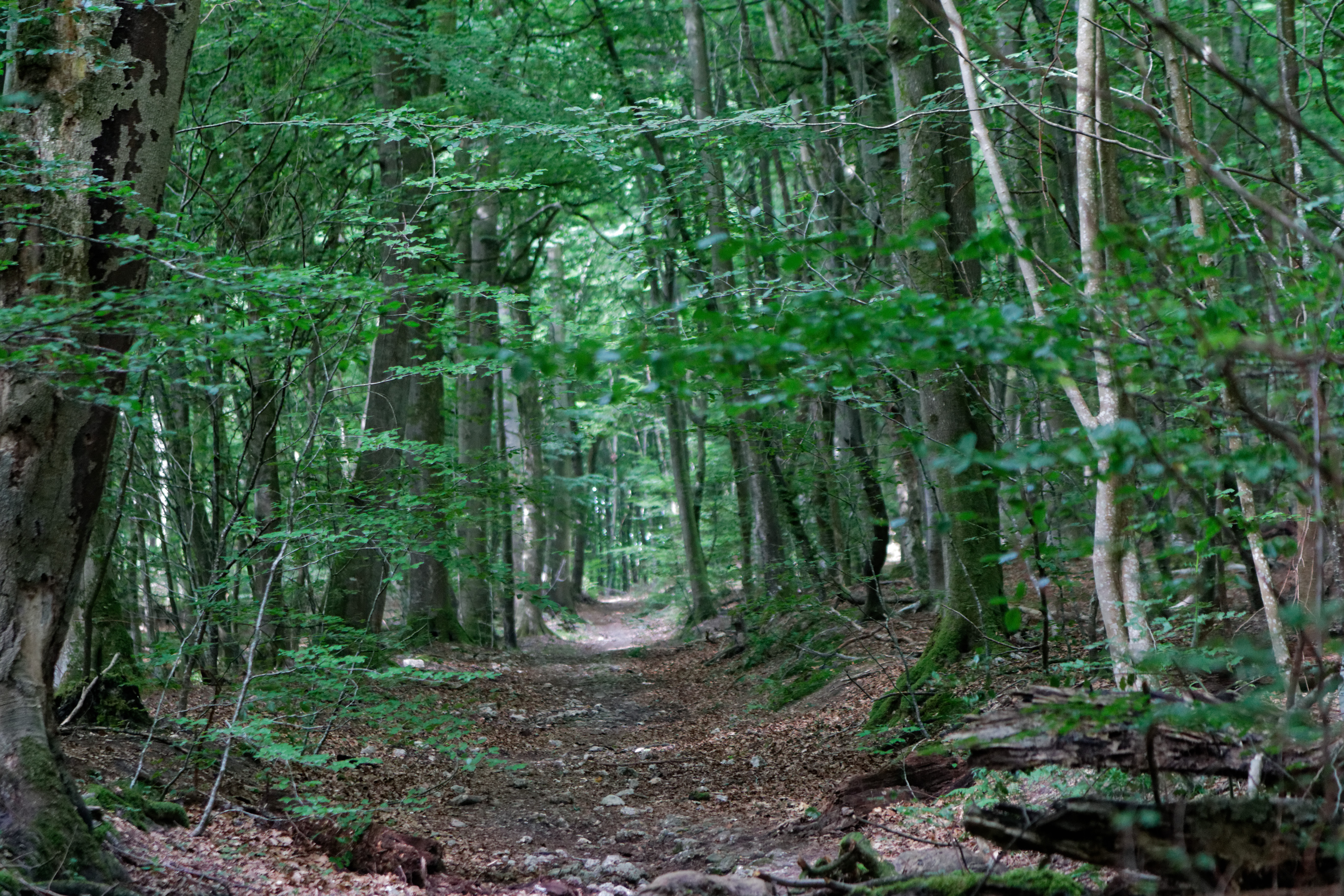
Forêt de Fontainebleau

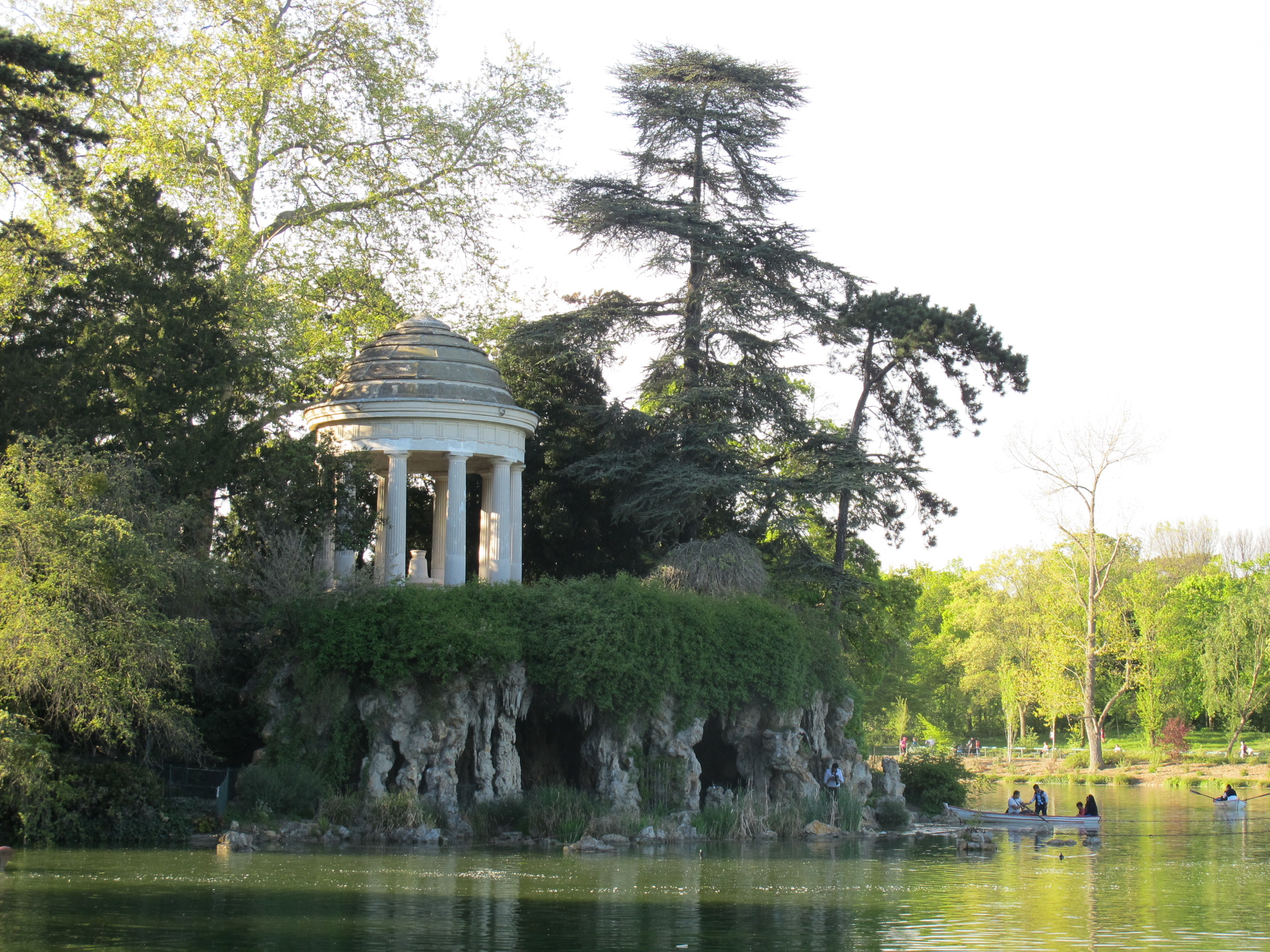
Bois de Vincennes

Élève de l'École Boulle et de l'École Germain-Pilon, Henri Sauvard vécut successivement à Montmartre et à Moret-sur-Loing.
Picturalement attaché à la région où il vécut, des catalogues de ventes aux enchères font cependant apparaître une part orientaliste dans son œuvre.

## Expositions
- Salon des indépendants (sociétaire)[2].

## Réception critique
- « Il peignit de nombreuses vues d'Île-de-France, avec une prédilection pour la forêt de Fontainebleau, le bois de Meudon et celui de Vincennes, l'artiste s'intitulant lui-même "l'Homme des Bois". » - Dictionnaire Bénézit[2]